# Lilliput pusillus
Lilliput pusillus är en spindelart som beskrevs av Wesolowska, Russel-Smith 2000. Lilliput pusillus ingår i släktet Lilliput och familjen hoppspindlar. Inga underarter finns listade i Catalogue of Life.